# Aunat
Aunat é uma comuna francesa na região administrativa de Occitânia, no departamento de Aude. Estende-se por uma área de 10,62 km². Em 2010 a comuna tinha 65 habitantes (densidade: 6,1 hab./km²).